# Оенокі Кацумі
Кацумі Оенокі (яп. 大榎克己, нар. 3 квітня 1965, Сімідзу) — японський футболіст, що грав на позиції півзахисника.
Виступав, зокрема, за клуби «Ямаха Моторс» та «Сімідзу С-Палс», а також національну збірну Японії.

## Клубна кар'єра
Народився 3 квітня 1965 року в місті Сімідзу. Вихованець футбольної школи клубу «Васеда Дайгаку».
У дорослому футболі дебютував 1988 року виступами за команду клубу «Ямаха Моторс», в якій провів три сезони, взявши участь у 54 матчах чемпіонату. 
У 1992 році перейшов до клубу «Сімідзу С-Палс», за який відіграв 10 сезонів. Більшість часу, проведеного у складі «Сімідзу С-Палс», був основним гравцем команди. Завершив професійну кар'єру футболіста виступами за команду «Сімідзу С-Палс» у 2002 році.

## Виступи за збірну
У 1989 році дебютував в офіційних матчах у складі національної збірної Японії. Протягом кар'єри у національній команді, яка тривала усього 2 роки, провів у формі головної команди країни 5 матчів.
У складі збірної був учасником кубка Азії з футболу 1988 року у Катарі.

## Статистика
Статистика виступів у національній збірній.
| Збірна Японії | Збірна Японії | Збірна Японії |
| Роки          | Ігри          | голи          |
| ------------- | ------------- | ------------- |
| 1989          | 4             | 0             |
| 1990          | 1             | 0             |
| Усього        | 5             | 0             |

## Титули і досягнення
- Володар Кубка Джей-ліги (1):

«Сімідзу С-Палс»: 1996
- Володар Кубка Імператора Японії (1):

«Сімідзу С-Палс»: 2001
- Володар Суперкубка Японії (2):

«Сімідзу С-Палс»: 2001, 2002